# Musée Jean-Racine
Le musée Jean-Racine  est situé à La Ferté-Milon, dans le département de l'Aisne, au sud-ouest de Soissons. Il a été créé dans la maison des grands-parents de l'écrivain où Jean Racine passa son enfance.

## Historique
Orphelin à trois ans, Jean Racine fut recueilli par ses grands-parents paternels qui habitaient cette maison. Il y vécut jusqu’en 1651, date de son départ pour les Petites écoles de Port-Royal où il accompagna sa grand-mère, Marie Desmoulins, devenue veuve. Elle y rejoignit sa fille Agnès, future abbesse de Port-Royal. 
Le seul musée Racine au monde a ouvert ses portes en 1991. Il a été inauguré par Maurice Schumann, titulaire à l'Académie française du fauteuil no 13 qu'avait occupé Jean Racine.
Le musée a obtenu le label Maison des Illustres en 2013 et fait partie du Réseau des maisons d'écrivain et patrimoines littéraires des Hauts-de-France.

## Collections
Les collections du musée sont constituées pour l'essentiel de documents concernant Jean Racine :
- son acte de baptême du 22 décembre 1639 ;
- des lettres à sa famille ;
- son testament ;
- des éditions originales de ses œuvres ;
- des éditions récentes françaises et étrangères ;
- des timbres à l'effigie de Jean Racine ;
- des sculptures et des gravures :
  - statue en marbre de Jean Racine, œuvre de David d'Angers (1828) ;
  - buste original d'académicien par Raymond Gayrard, dépôt par la Bibliothèque Mazarine ;
  - buste de Jean Racine réplique de celui du foyer de la Comédie-Française par Louis-Simon Boizot ;
  - statue en plâtre de Jean Racine enfant (1910), par Louis-Auguste Hiolin.

On y trouve également des documents et des objets concernant l'histoire de La Ferté-Milon et des alentours :
- objets liturgiques provenant d’églises de La Ferté-Milon (Notre-Dame, Saint-Nicolas, Saint-Quentin, Saint-Waast), 
  - statues de la Vierge et de saints, peintures sur bois, etc. ;
  - un retable du peintre flamand De Vos.
- des plans anciens de La Ferté-Milon ;
- l'acte original de 1594 par lequel le roi Henri IV ordonnait le démantèlement de la forteresse.

Un espace présente les œuvres d'artistes inspirés depuis le XIXe siècle par les paysages milonais et la vallée de l'Ourcq : Jean-Baptiste Corot (copie), Eugène Lavieille, Fernand Pinal, Emmanuel Stanek...
Le musée est ouvert les samedis, dimanches et jours fériés du 16 avril au 1er novembre 2022 inclus, de 10h à 12h30 et de 14h30 à 17h.